# Wołodarowka (obwód królewiecki)
Wołodarowka (ros. Володаровка) – osiedle w Rosji, w obwodzie królewieckim, w rejonie czerniachowskim. W 2010 liczyła 327 mieszkańców.
W 1718 założono we wsi kościół. W przeszłości odprawiano tu nabożeństwa w językach litewskim i niemieckim.